# ヴァシーリー・ヴァシーリエヴィチ・ロチェフ
ヴァシーリー・ヴァシーリエヴィチ・ロチェフ（ロシア語: Васи́лий Васи́льевич Ро́чев、Vasily Vasilyevich Rochev、1980年10月23日 - ）は、ソビエト連邦コミ自治共和国スィクティフカル出身のクロスカントリースキー選手。
妻ユリヤ・チェパロワ、父ヴァシーリー・パヴロヴィチ・ロチェフ、母ニナ・セリュニナ＝ロチェワはいずれもクロスカントリースキーのオリンピックメダリストであり、双子の姉オリガ・シュチュチキナ(Olga Shchuchkina)も2010年バンクーバーオリンピックに出場した。

## プロフィール
2000年のノルディックスキージュニア世界選手権30kmで銀メダルを獲得、同年2月28日にクロスカントリースキー・ワールドカップデビューし、スプリント13位となった。
2001年ノルディックスキー世界選手権に初出場、15km24位、パシュートでは21位。自身初のオリンピック（ソルトレイクシティ）では15km25位、スプリント28位に終わった。
2002年11月30日にクーサモ（フィンランド）の15kmでワールドカップ初勝利、2003年ノルディックスキー世界選手権では15km31位、リレー4位、スプリント7位となった。
2005年ノルディックスキー世界選手権ではスプリントで金メダル、リレーで銅メダルを獲得、チームスプリント8位、15km22位となった。
2006年トリノオリンピックではイワン・アリポフと組んだチームスプリントで銅メダルを獲得、両親に続いてオリンピックメダリストとなった。またこのシーズン、ワールドカップ総合で自己最高位となる6位となった。
2007年ノルディックスキー世界選手権でもチームスプリントとリレーで銀メダルを獲得した。2007年4月にユリヤ・チェパロワとの間に娘が誕生。